# 斎木幸子
斎木幸子（さいき さちこ、1913年（大正2年）5月28日 - 1983年（昭和58年）5月18日）は、京都府出身の昭和時代に活躍した日本の写真家。
京都市中京区で営業写真館を経営しながら、1980年代以降のいわゆるシルクロードブームが起こる遥か前の1960年代後半から、ライフワークとしてシルクロード沿いの国々の自然や文化と、そこに住むベドウィン（遊牧民）の暮らしや人々の表情を中心とした写真撮影に情熱を注いだ。
スタジオの仕事が比較的暇になる8月を中心に年に1回か2回、特に夏は１ヶ月前後の長期の撮影取材旅行を行い、シルクロードに関する写真集やルポルタージュを発表し、写真展を開催した。撮影に訪れた国は、20数カ国以上に及ぶ。機材は、中判機の場合は、ハッセルブラッドを好んで使用した。
享年69。司馬遼太郎をはじめ、各界からその早すぎる死が惜しまれた。

## 略年譜
- 1913年 - 京都府京都市下京区に、1832年（天保3年）創業の京扇子の老舗 「京扇堂」の長女として生まれる。
- 1927年 - 京都市立皆山小学校卒業。
- 1932年 - 京都府立第二高等女学校卒業。親しい同窓生に藤川延子（ファッションデザイナー・「藤川洋裁研究所」（現京都造形芸術大学）の創設者）がいる。
- 1935年 - 東京のオリエンタル写真学校で営業写真を学び、卒業と同時にそごう大阪本店写真室に勤務。そごうは、戦後はアメリカ進駐軍に接収され、米軍のPX（Post Exchange＝米軍購買部）として使われた。1952年接収解除・そごう大阪店として再開店。
- 1939年 - 国画会（国展）写真部第一回公募展に「花」が入選。
- 1941年 - 第16回 国展 国画奨励賞（写真の部）受賞。
- 1942年 - 1945年まで病気療養と戦争の為に活動停止。
- 1946年 - 戦後、京都市と大津市の米軍PXで、写真スタジオを1958年まで営業。
- 1958年 - 藤川延子の依頼で「藤川学園」（現京都造形芸術大学）が発行する雑誌「モード手帖」の撮影を担当する。
- 1959年 - 京都市中京区に、写真スタジオ 「斎木幸子写真場」 を開業。
- 1963年 - 11月、初の海外取材旅行に出かける。
- 1964年 - 香港（10数回）・タイ（10数回）などを中心に、東南アジア方面へ取材旅行開始。
- 1968年 - アフガニスタン（以後10数年に渡り計5回以上）・イラン（3回）・中国（2回）・旧ソ連（2回）などを中心に、シルクロード沿いの国々へ取材旅行開始。
- 1981年 - 国展写真部「ドキュメント部門」公募展の監査長に就任。
- 1983年 - 5月18日、心筋梗塞により急逝。享年69。この年の夏にタクラマカン砂漠を越えて天山南路を経てインドに出る計画を立てていたが、果たされなかった。
- 1985年 - 国展公募展写真部に「斎木賞」を創設。主に新人作家の養成を目的に選考される。

## 主な写真展
- 1971年 - 第一回シルクロード個展（京都藤井大丸）
- 1975年 - 第二回シルクロード個展（京都藤井大丸）
- 1978年 - 第三回シルクロード個展（京都藤井大丸）

## 主な著書
- 「シルクロード―人と出逢う旅」 (1976年2月)(駸々堂ユニコンカラー双書 11) 加藤九祚、斎木幸子（共著） 出版社：駸々堂
- 「シルクロード百科」 (1978年9月) (駸々堂ユニコンカラー双書) 出版社：駸々堂
- 「遊牧民旅情―砂漠の華」  (1981年6月) 出版社：文化出版局
- 遺稿集「斎木幸子―旅の写真と思い出」 (1985年5月) 出版者：内田たつ子（斎木幸子写真場）、斎木幸子写真場

## 受賞歴
- 第16回 国展 国画奨励賞（写真の部）（1941年）

## 主な新聞記事・雑誌記事・インタビュー
- 太陽 no.36 「特集 世界の新鋭旅客機 魅惑の島バリ」／横森周信 島内英佑 田中年 斎木幸子ほか／平凡社（1966年）
- 太陽1969年2月号(728)「グラビア・世界の旅、アフガンー遊牧民とハイウェイの国」／平凡社
- 暮しの手帖 1983年夏　第2世紀　第85号 「砂漠と遊牧民」 （絶筆）／暮しの手帖社

## 主な所属倶楽部
- 国画会
- チャーチル会
- 国際ゾンタクラブ